# Mas Air
Mas Air, voorheen LATAM Cargo Mexico, is een Mexicaanse vrachtluchtvaartmaatschappij. De maatschappij heeft haar hub op de Internationale luchthaven Generaal Felipe Ángeles. De maatschappij vliegt binnen alle Amerika’s en Azië.

## Geschiedenis
Mas Air werd in 1992 opgericht en voerde haar eerste vluchten uit in april van datzelfde jaar. In december 2000 nam LAN Airlines een aandeel van 25% in de maatschappij. Als gevolg daarvan kreeg Mas Air op 5 mei 2016 de nieuwe naam LATAM Cargo Mexico, omdat de LATAM Airlines Group besloot dat alle dochtermaatschappijen vanaf dan LATAM zouden gaan heten.
Op 1 december 2018 verkocht de LATAM Airlines Group de 39,5% aandelen die het in bezit had en werd de naam weer Mas Air. Sindsdien opereert de maatschappij weer onafhankelijk. In december 2022 nam Mas Air een aandeel van 49% in de Maltese chartermaatschappij Galistair Malta.

## Vloot

### Huidige vloot
De vloot van Mas Air bestaat uit de volgende toestellen (september 2024):
| Type               | In dienst | Orders | Opmerkingen                     |
| ------------------ | --------- | ------ | ------------------------------- |
| Airbus A330-200P2F | 2         | —      | EI-MAA & EI-MYY                 |
| Airbus A330-300P2F | 1         | 1      | Uitgevoerd door Galistair Malta |
| Totaal             | 3         | 1      |                                 |

### Voormalige vloot

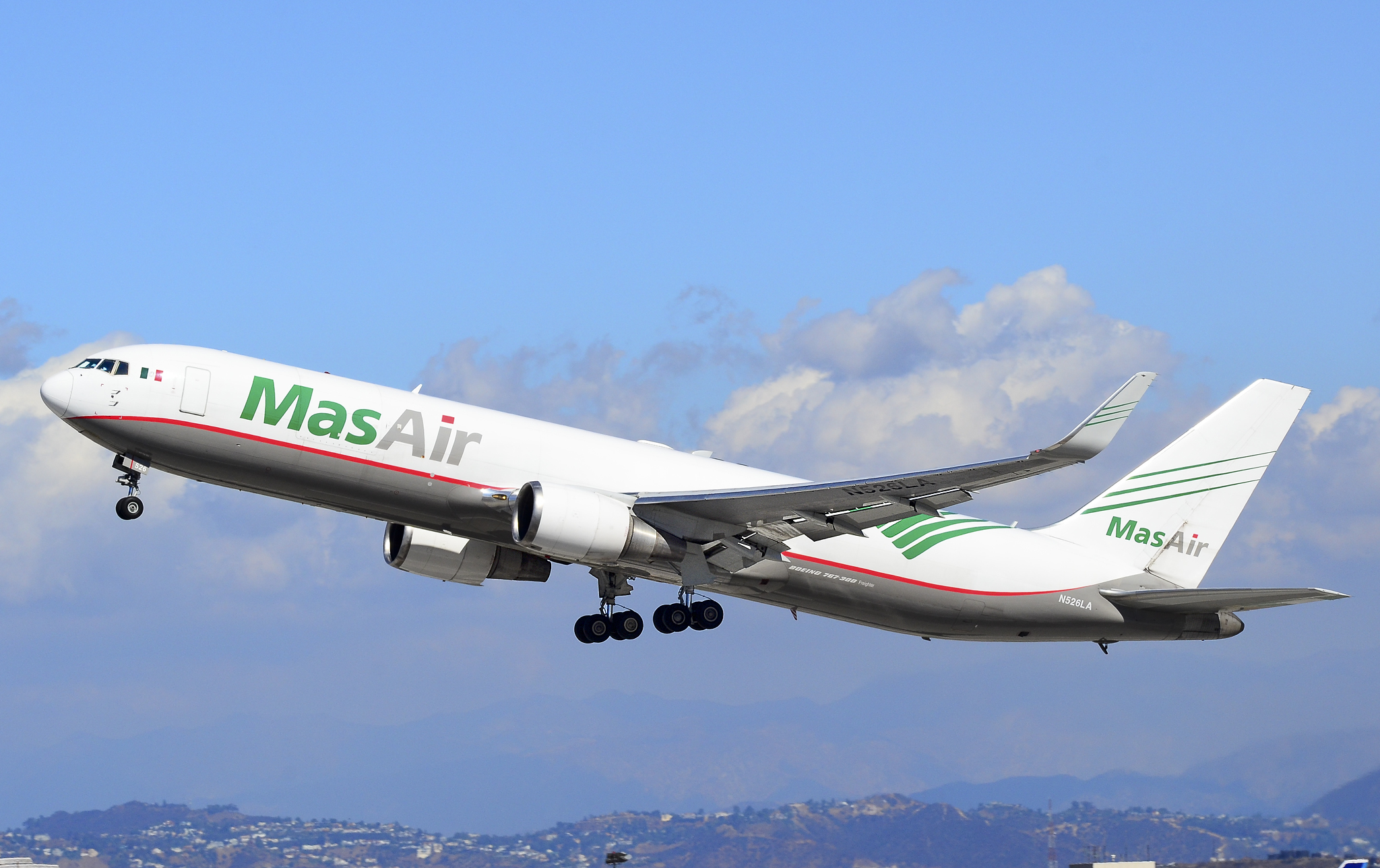
Voormalige Boeing 767-300F van Mas Air

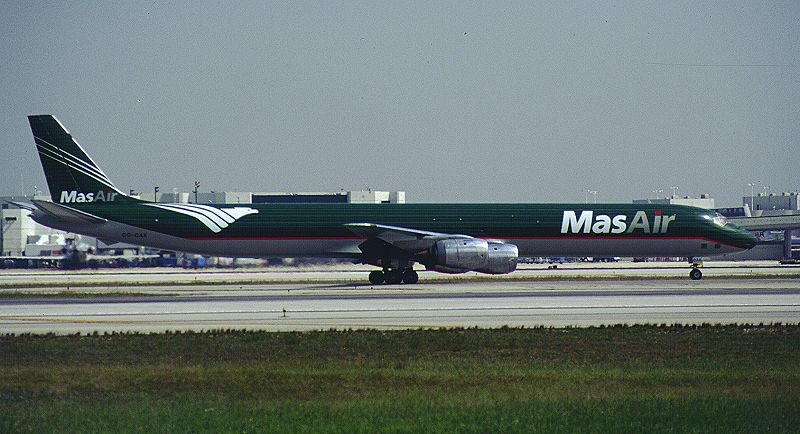
Voormalige McDonnell Douglas DC-8-71F van Mas Air

De vloot van Mas Air bestond ook uit de volgende toestellen:
| Type                  | Aantal | In dienst | Uitgefaseerd | Opmerkingen     |
| --------------------- | ------ | --------- | ------------ | --------------- |
| Boeing 707-320C       | 3      | 1995      | 2000         |                 |
| Boeing 767-200BDSF    | 1      | 2020      | 2023         |                 |
| Boeing 767-300F       | 2      | 2001      | 2014         |                 |
| Boeing 767-300F       | 1      | 2018      | 2022         |                 |
| Boeing 767-300ER/BDSF | 2      | 2020      | 2023         |                 |
| Douglas DC-8-61F      | 1      | 2000      | 2001         | Naar ABSA Cargo |
| Douglas DC-8-71F      | 4      | 1999      | 2003         |                 |

## Bestemmingen
Mas Air biedt vrachtvluchten aan naar de volgende bestemmingen (september 2024):
| Land             | Stad        | Luchthaven                                              | Opmerkingen |
| ---------------- | ----------- | ------------------------------------------------------- | ----------- |
| Brazilië         | Campinas    | Aeroporto Internacional de Viracopos/Campinas           |             |
| China            | Hangzhou    | Internationale luchthaven Hangzhou Xiaoshan             |             |
| China            | Wuxi        | Internationale luchthaven Sunan Shuofang                |             |
| Colombia         | Bogotá      | Aeropuerto Internacional El Dorado                      |             |
| Costa Rica       | San José    | Internationale luchthaven Juan Santamaría               |             |
| Ecuador          | Quito       | Aeropuerto Internacional Mariscal Sucre                 |             |
| Mexico           | Guadalajara | Internationale luchthaven Don Miguel Hidalgo y Costilla |             |
| Mexico           | Mexico-Stad | Internationale luchthaven Generaal Felipe Ángeles       | hub         |
| Panama           | Panama-Stad | Internationale luchthaven Tocumen                       |             |
| Peru             | Lima        | Aeropuerto Internacional Jorge Chávez                   |             |
| Verenigde Staten | Anchorage   | Internationale luchthaven Ted Stevens Anchorage         |             |
| Verenigde Staten | Los Angeles | Los Angeles International Airport                       | basis       |
| Zuid-Korea       | Seoel       | Incheon International Airport                           |             |

## Incidenten en ongevallen
- Op 29 januari 2021 moest een Boeing 767-300F uitwijken naar Ontario, nadat het er een indicatie was van een motorbrand. Het toestel uit Los Angeles landde veilig en er was geen brand.[8]